# Самошко, Виталий
Виталий Самошко (укр. Віталій Самошко; род. 13 июля 1973, Харьков) — украинский пианист.

## Биография
Окончил Харьковский институт искусств (1996) у Леонида Маргариуса. Завоевал вторые премии на нескольких крупных международных конкурсах, в том числе на Конкурсе имени Бузони (1993); в 1999 г. удостоен первой премии на Конкурсе имени королевы Елизаветы в Брюсселе, продемонстрировав в конкурсной программе «глубокую выразительность и зрелость». С 2001 г. живёт в Бельгии, интенсивно концертирует по всему миру, в том числе и на Украине — выступив, в частности, на открытии юбилейного 75-го сезона Харьковской филармонии (по случаю чего украинская пресса охарактеризовала его как «молодого гения»).
Среди записей Самошко — альбомы этюдов Скрябина и этюдов-картин Рахманинова.